# Galamb (keresztnév)
A Galamb régi magyar személynév felújítása.

## Gyakorisága
Az 1990-es években szórványos név, a 2000-es években nem szerepel a 100 leggyakoribb női név között.

## Névnapok
- május 20.[2]
- szeptember 17.[2]